# Henning Paur
Henning Paur (* 18. Oktober 1943 in Dombrowa, Landkreis Bendsburg, heute: Dąbrowa Górnicza, Polen, gest. 17. April 2019) war ein deutscher Jazz-Musiker der Hot-Jazz-Szene (Instrumente Trompete, Kornett, Gesang). Hauptberuflich war er als Arzt und Chirurg tätig.

## Zur Person
Hennig Paur wurde am 18. Oktober 1943 im Dombrowaer Kohlebecken in heutigen Polen geboren. Nach dem Schulbesuch studierte er Medizin in Bonn. Er war von 1989 bis 2010 als Arzt in Remscheid tätig. Seit 2012 wirkte er als Arzt in Wettingen, Schweiz.
Er war verheiratet mit Ingrid Paur, der Pianistin seiner Band.

## Musikalischer Werdegang/Bedeutung
Paur war musikalischer Autodidakt. 1973 gründete er in Remscheid ein Trio (Henning Paur (tp), Jörg Reuter (cl), Norbert Schuster). Das Trio stellte den Kern der der Band dar, die zunächst unter dem Namen „Henning Paur’s New Orleans Band“ auftrat. Sie benannte sich später in Anlehnung an ein Ensemble des kreolischen Klarinettisten Johnny Dodds in „Henning Paur’s New Orleans Wanderers“ um, die mit Gastsolisten wie Chris Barber, Beryl Bryden, Papa Bue, Tyree Glenn oder René Franc im In- und Ausland auftraten. Entsprechend den musikalischen Vorlieben des Bandleaders stellte der Ensemblestil des klassischen New Orleans Jazz insbesondere in der Ausprägung von Joe „King“ Oliver’s Creole Jazzband der frühen 1920er Jahre das musikalische Vorbild der Band dar. Wesentliche Einflüsse stellten auch Jelly Roll Morton, die diversen Ensembles von Johnny Dodds, Clarence Williams und Tiny Parham dar.  Die musikalischen Vorbilder wurden dabei nicht sklavisch kopiert, sondern frei nachempfunden, so dass die Band durchaus immer einen eigenen unverkennbaren Stil hatte. Die Band setzte sich zeitweise vor allem aus Studenten der Universität Bonn zusammen. Die Bandmitglieder sind heute überwiegend im Düsseldorf-Köln-Bonner-Raum beheimatet. In den späten 70er und frühen 80er Jahren war die Band fester Bestandteil der Bonner Jazzszene und trat regelmäßig im Rahmen des „Bonner Sommers“ und der von Helmut Knieriem veranstalteten Konzertreihe der Bonner Musikschule auf. Daneben absolvierte die Band Auslandsengagements (z. B. Jazzfestival Breda) und errang zahlreiche Preise. Nach Aufnahme weiterer Familienmitglieder in die Band firmiert das Ensemble in den letzten Jahren als „Henning Paur’s (Power) Kreole“.

## Diskografie
- LP King Joe – 100 Jahre King Oliver (studio montan 2023)